# Ljutići
Ljutići es una localidad de Croacia situada en el municipio de Malinska-Dubašnica, en el condado de Primorje-Gorski Kotar. Según el censo de 2021, tiene una población de 8 habitantes.

## Demografía
| Gráfica de población de Ljutići 1857-2021                           |
|                                                                     |
| Según los censos de población de la Oficina de Estadísticas Croata. |